# Batman - Catwoman : Proie
Proie (Prey) est un arc narratif s'étalant dans cinq comics américain de Batman réalisé par Doug Moench et Paul Gulacy et publié aux États-Unis dans Batman: Legends of the Dark Knight n°11 à n°15 par DC Comics. Il a été traduit en France pour la première fois chez Comics USA en 1992 sous le titre Batman - Catwoman : Proie. Il a été réédité par Urban Comics en 2014 sous le titre La proie de Hugo Strange. Cette histoire se situe chronologiquement dans les premières années d'activités du Batman.

## Synopsis
Batman vient d'apparaître à Gotham City et ses habitants se questionnent sur ses motivations. La presse fait d'un psychiatre, le docteur Hugo Strange, le fer de lance des anti-Batman. Pour lui, le vigilant costumé a sa place à l'asile d'Arkham. Pour le capitaine James Gordon, c'est un allié mais pour son collègue, le Sergent Cort, il n'est qu'un obstacle à la justice. Une brigade anti-Batman se met en place à Gotham mais pour Hugo Strange, ce n'est pas suffisant et il fait de Cort, grâce à l'hypnose, un justicier masqué, le Châtieur de la nuit, pour s'opposer au Batman. Au milieu de cette chasse à la chauve-souris, un autre personnage costumé fait son apparition : elle se nomme Catwoman.

## Personnages
- Batman
- Hugo Strange
- Catwoman
- Capitaine James Gordon
- Sergent Maxwell Cort
- Alfred Pennyworth

## Continuité
Ce comics se situe chronologiquement juste après Année 1 (Year One) et reprend l'atmosphère sombre de cette mini-série. James Gordon est toujours Capitaine au début du récit et celui-ci affirme qu'il a confiance en Batman car le justicier à sauver la vie de son fils, acte ayant eu lieu à la fin de Année Un.

## Éditions

### Éditions américaines
DC Comics édite l'arc pour la première fois dans la série Batman: Legends of the Dark Knight entre septembre 1990 et janvier 1991.
- n°11 : Prey, Part One
- n°12 : Prey, Part Two: Dark Sides
- n°13 : Prey, Part Three: Night Scourge!
- n°14 : Prey, Part Four: The Nightmare
- n°15 : Prey, Conclusion: The Kill

### Éditions françaises
- 1992 : Batman - Catwoman : Proie, Comics USA, première publication en français dans la collection Graphic U.S.  (ISBN 2-87695-172-X).
- 2014 : La proie de Hugo Strange, Urban Comics, réédition accompagnée des numéros 137 à 141 de Batman: Legends of the Dark Knight (Terror, 2001)  (ISBN 978-2-3657-7536-6).
- 2018 : La proie de Hugo Strange, Eaglemoss, dans la collection DC Comics - La Légende de Batman (absence d'ISBN).